# 橘安吉雄
橘 安吉雄（たちばな の あきお）は、平安時代初期から前期にかけての貴族。名は安吉麻呂とも記される。参議・橘常主の子。官位は従五位上・摂津守。

## 経歴
承和14年（847年）従五位下に叙爵し、翌承和15年（848年）侍従に任ぜられる。
嘉祥3年（850年）伊予権介に転任すると、こののち上野介・信濃権守・信濃守と文徳朝から清和朝にかけて長きに亘り専ら地方官を務め、この間の貞観6年（864年）従五位上に叙せられている。貞観10年（868年）治部大輔と京官に任ぜられるが、翌貞観11年（869年）摂津守として再び地方官に転じた。

## 官歴
『六国史』による。
- 時期不詳：正六位上
- 承和14年（847年） 正月7日：従五位下
- 承和15年（848年） 5月14日：侍従
- 嘉祥3年（850年） 正月14日：伊予権介
- 斉衡2年（855年） 正月15日：上野介
- 時期不詳：信濃権守
- 貞観6年（864年） 正月7日：従五位上。正月16日：信濃守
- 貞観10年（868年） 2月17日：治部大輔
- 貞観11年（869年） 正月13日：摂津守

## 系譜
『尊卑分脈』による。
- 父：橘常主
- 母：不詳
- 妻：飛鳥虎継の娘
  - 次男：橘良殖（864-920）
- 生母不明の子女
  - 男子：橘良根
  - 男子：橘良基（825-887）